# Trente-quatrième circonscription de la Seine
La Trente-quatrième circonscription de la Seine est l'une des neuf circonscriptions législatives que compte le département français de la Seine, situé en région Île-de-France.

## Description géographique
La Trente-quatrième circonscription de la Seine était composée de :
- commune de Neuilly-sur-Seine
- commune de Puteaux

Source : Journal Officiel du 14-15 Octobre 1958.

## Description historique et politique

### Historique des députations
| Législature | Début de mandat | Fin de mandat  | Député          | Parti politique | Observations                                                                             |
| ----------- | --------------- | -------------- | --------------- | --------------- | ---------------------------------------------------------------------------------------- |
| Ire         | 9 décembre 1958 | 9 octobre 1962 | Achille Peretti | UNR             | Mandat écourté à la suite d'une dissolution parlementaire décidée par Charles de Gaulle. |
| IIe         | 6 décembre 1962 | 2 avril 1967   | Achille Peretti | UNR-UDT         |                                                                                          |

## Historique des élections

### Élections de 1958
| Candidat       | Candidat             | Parti          | Premier tour | Premier tour | Second tour | Second tour |  |
| Candidat       | Candidat             | Parti          | Voix         | %            | Voix        | %           |  |
| -------------- | -------------------- | -------------- | ------------ | ------------ | ----------- | ----------- |  |
|                | Achille Peretti élu  | UNR            | 25 359       | 45,78        | 33 782      | 64,5        |  |
|                | Georges Dardel       | SFIO           | 10 985       | 26,7         | 10 465      | 19,98       |  |
|                | Denis Baudouin       | CNIP           | 9 765        | 17,63        | Retrait     | Retrait     |  |
|                | Jean-Baptiste Nennig | PCF            | 8 603        | 15,53        | 8 129       | 15,52       |  |
|                | Paul Remicourt       | UFF            | 681          | 2,06         |             |             |  |
|                |                      |                |              |              |             |             |  |
| Inscrits       | Inscrits             | Inscrits       | 69 633       | 100,00       | 69 619      | 100,00      |  |
| Abstentions    | Abstentions          | Abstentions    | 13 101       | 18,81        | 16 025      | 23,02       |  |
| Votants        | Votants              | Votants        | 56 532       | 81,19        | 53 594      | 76,98       |  |
| Blancs et nuls | Blancs et nuls       | Blancs et nuls | 1 139        | 2,01         | 1 218       | 2,27        |  |
| Exprimés       | Exprimés             | Exprimés       | 55 393       | 97,99        | 52 376      | 97,73       |  |

Le suppléant d'Achille Peretti était le Général Raoul Magrin-Vernerey, dit Monclar, Compagnon de la Libération .

### Élections de 1962
| Candidat       | Candidat                      | Parti          | Premier tour | Premier tour | Second tour | Second tour |  |
| Candidat       | Candidat                      | Parti          | Voix         | %            | Voix        | %           |  |
| -------------- | ----------------------------- | -------------- | ------------ | ------------ | ----------- | ----------- |  |
|                | Achille Peretti sortant réélu | UNR-UDT        | 21 989       | 45,46        | 26 211      | 54,02       |  |
|                | Georges Dardel                | SFIO           | 10 743       | 22,21        | 22 259      | 45,87       |  |
|                | Alfred Coste-Floret           | CNIP           | 8 168        | 16,88        | 51          | 0,11        |  |
|                | Jean-Baptiste Nennig          | PCF            | 7 475        | 15,45        | Retrait     | Retrait     |  |
|                |                               |                |              |              |             |             |  |
| Inscrits       | Inscrits                      | Inscrits       | 67 255       | 100,00       | 67 260      | 100,00      |  |
| Abstentions    | Abstentions                   | Abstentions    | 17 971       | 26,72        | 16 476      | 24,5        |  |
| Votants        | Votants                       | Votants        | 49 284       | 73,28        | 50 784      | 75,5        |  |
| Blancs et nuls | Blancs et nuls                | Blancs et nuls | 909          | 1,84         | 2 263       | 4,46        |  |
| Exprimés       | Exprimés                      | Exprimés       | 48 375       | 98,16        | 48 521      | 95,54       |  |

La suppléante d'Achille Peretti était Marguerite Dupont-Fauville, maire adjointe de Neuilly-sur-Seine.